# La vall de l'arc iris
 La vall de l'arc iris  (títol original en anglès Finian's Rainbow) és una pel·lícula musical estatunidenca dirigida per Francis Ford Coppola el 1968. Ha estat doblada al català.

## Argument
L'irlandès Finian McLonergan es refugia en la "Rainbow Valley" (Estat de "Missitucky") amb la seva filla Sharon, havent amagat del follet Og una marmita plena d'or que creu màgic i susceptible de multiplicar el preciós metall després d'haver-lo enterrat. El senador racista Bilboard Rawkins, assabentant-se de l'existència del "filó", prova d'expropiar la població negra que viu al lloc. Per la seva part, Sharon troba Woody Mahoney del qual s'enamora. Woody té una germana muda, Susan; aquesta última s'apassiona d'Og que perseguia Finian per tal de recuperar el seu bé. El follet és finalment poc vindicatiu, ja que realitza vots per tal de contrarestar els projectes de Rawkins. Abans de fer-se humà per amor a Susan, li atorga la paraula.

## Comentari
És la tercera pel·lícula de Coppola com a realitzador, el qual fa amistat en el rodatge amb un de pràctiques anomenat George Lucas. D'altra banda, es tracta de l'última pel·lícula musical de Fred Astaire, si s'exceptuen les seves participacions en els pel·lícules-documentals  That's Entertainment!  el 1974 i Hollywood, Hollywood el 1976.

## Repartiment
- Fred Astaire: Finian McLonergan
- Petula Clark: Sharon Mc Lonergan
- Tommy Steele: Og
- Don Francks: Woody Mahonney
- Keenan Wynn: el senador Bilboard Rawkins
- Al Freeman Jr.: Howard
- Barbara Hancock: Susan Mahonney
- Ronald Colby: Buzz Collins
- Dolph Sweet: El xèrif
- Wright King: El procurador
- Louil Silas: Henry